# Apsiktrata gracilis
Apsiktrata, Apsiktratidae
Famille
Genre
Espèce
Apsiktrata gracilis, unique représentant du genre Apsiktrata et de la famille des Apsiktratidae, est une espèce de Ciliés de l’ordre des Prostomatida (classe des Prostomatea).

## Étymologie
Le nom Apsiktrata est dérivé du grec ψήκτρα / psíktra, « brosse », précédé d'un « a » privatif, littéralement « sans brosse », probablement du fait que Foissner, Berger et Kohmann ont transféré ce genre de Holophrya au genre Apsiktrata nouvellement créé, car contrairement à Holophrya et Prorodon, les espèces du genre Apsiktrata ne possèdent pas de brosse dorsale. 
L'épithète spécifique gracilis, emprunté au latin, signifie « mince, maigre, grêle ».

## Description
Apsiktrata gracilis a une taille(< 80 µm) à moyenne (80-200 µm). Sa forme est cylindroïde. Il vit en nage libre. Ses cinéties somatiques sont principalement bipolaires, mais certaines sont insérées sur une suture indistincte sous forme de segments courts entre les rangées bipolaires de cils. Des paratènes sont présents,, mais non visibles. Sa région buccale est apicale ; elle est entourée de dicinétides buccaux simples. Son macronoyau est globulaire. Micronoyau, vacuole contractile et cytoprocte sont présents. Il se nourrit de cyanobactéries et de microalgues.

## Habitat
Apsiktrata gracilis vit en eau douce.

## Systématique
Le nom valide complet (avec auteur) de ce taxon est Apsiktrata gracilis (Penard, 1922) Foissner, Berger (d) & Kohmann (d), 1994.
L’espèce Apsiktrata gracilis a pour synonymes :
- Holophrya gracilis (Penard, 1922) Kahl, 1930
- Prorodon gracilis Penard, 1922
- Urotricha gracilis Penard, 1922

La famille des Apsiktratidae a pour synonymes :
- Enchelyidae pro parte
- Holophryidae pro parte

Wilhelm Foissner, Helmut Berger (d) et Fritz Kohmann (d) (1994) ayant découvert des problèmes avec la nomenclature des genres Holophrya, Prorodon et Pseudoprorodon, ils estimèrent nécessaire de créer le genre Apsiktrata avec l'espèce type Urotricha gracilis Penard, 1922. Ce genre présente la forme de ce qui était auparavant connu sous le nom de Holophrya.

### Publications originales
- Espèce Apsiktrata gracilis sous le taxon Urotricha gracilis :
  - E. Penard, Études sur les infusoires d'eau douce, Genève, Georg & Cie, 1922, 352 p. (OCLC 8642818, DOI 10.5962/BHL.TITLE.11630, lire en ligne).
- Genre Apsiktrata et famille des Apsiktratidae :
  - (de) Wilhelm Foissner, Helmut Berger et Fritz Kohmann, Taxonomische und ökologische Revision der Ciliaten des Saprobiensystems : Band III - Hymenostomata, Prostomatida, Nassulida, Allemagne, Bayerisches Landesamt für Wasserwirtschaft, 1994, 548 p. (ISBN 3-930253-59-3).